# 공유마당
공유마당은 한국저작권위원회에서 저작권 보호기간이 지난 저작물을 자유롭게 이용할 수 있게 개설한 웹사이트다. 저작권이 만료된 저작물이나 공공저작물, 지적재산권자가 기증한 저작물의 정보와 저작물 파일을 서비스하고 있다.
자유이용 저작물 이용시에는 저작권 인격권에 의해 성명을 표시해야 하고 내용을 크게 변형을 하지 않아야 한다.